# Officine Netti
Le Officine Netti di Orvieto furono la prima fonte di energia idroelettrica ad illuminare la città alla fine dell''800.

## Storia
Le Officine Netti furono costruite tra le località di Sugano e Rocca Ripesena dall'Ingegnere Aldobrando Netti. Il 3 aprile 1895 avvenne la stipula del contratto fra il Comune di Orvieto e l’Ingegnere per la progettazione di una centrale idroelettrica per fornire energia elettrica alla città.
Ad Orvieto il primo edificio ad essere illuminato ad elettricità dal 5 Aprile 1896 fu il Teatro Mancinelli, al quale seguirono l'illuminazione pubblica dell'intera città e gli edifici di pubblica utilità tra cui soprattutto le piccole attività industriali e artigianali che ne giovarono particolarmente aumentando la produttività dei loro macchinari che man mano si rinnovavano. Soprattutto per questi motivi, nei decenni successivi e fino al Secondo Dopoguerra, le Officine Netti hanno rappresentato non solo un innovativo impianto di tecnologia industriale, ma anche un simbolo, entrato di fatto stabilmente nell'immaginario collettivo di tutta la comunità orvietana.
La centrale rimase funzionante per molti anni prima di essere totalmente dismessa dopo l'arrivo di nuove fonti di energia elettrica.

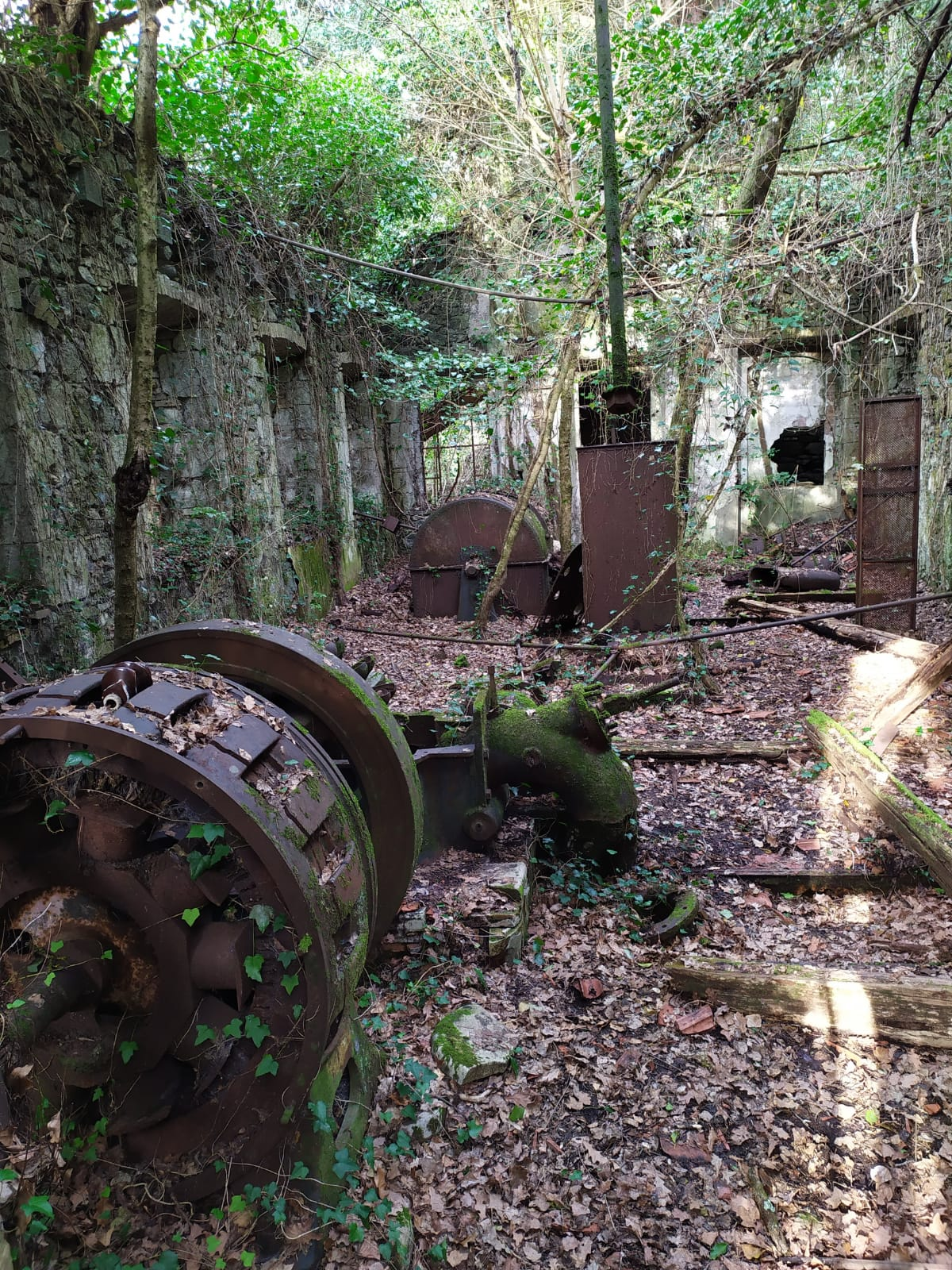
Turbine della Centrale

## Caratteristiche
Il complesso di più edifici venne realizzato nell’altopiano a valle di due sorgenti che sgorgano alla base del promontorio nei pressi del cosiddetto Fosso del Leone. Furono quindi sfruttate, per il funzionamento della centrale, le acque delle due sorgenti già utilizzate quale fonte di acqua potabile per la città di Orvieto. Lungo il Fosso, sulla destra idrografica, vennero scavate delle cisterne in parte realizzate direttamente nel masso basaltico, che fungevano da riserva sia per l’Officina che per l’acquedotto che portava l'acqua potabile alla città. La condotta forzata univa l’opera di presa alla centrale dopo un dislivello di circa 77 metri e una distanza di 600 metri, alimentando inizialmente una turbina di una potenza di 47.000 watt.

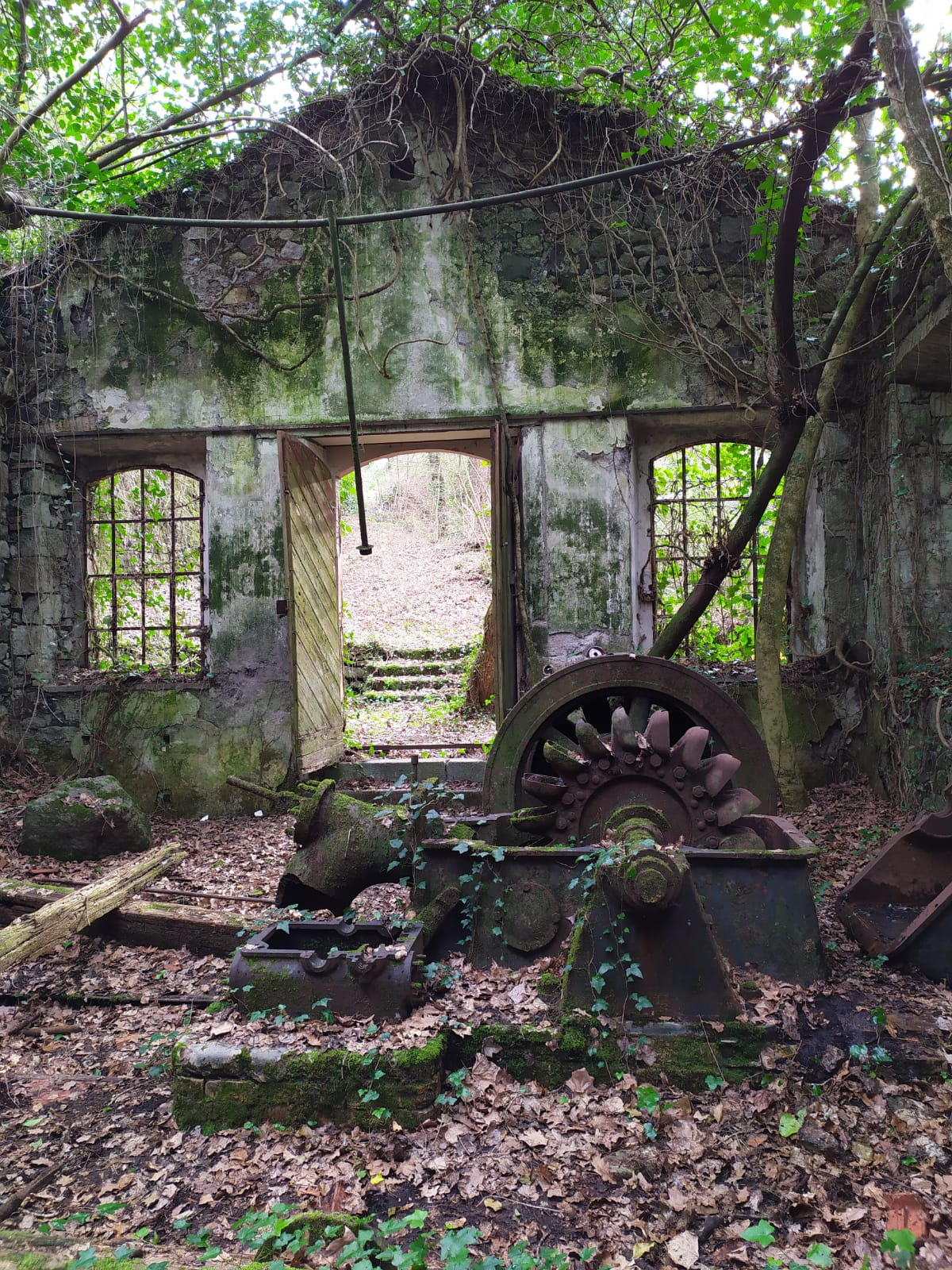
Interno delle ex Officine Netti

## Le Officine Netti oggi
Quindici anni fa il Comune di Orvieto ha acquistato dalle società Enel Spa e Dalmazia Trieste Srl il complesso degli edifici dell’ex Officina Netti, per la loro ristrutturazione e riqualificazione come Centro di Documentazione per le Energie Alternative. L'energia prodotta da questa nuova struttura verrebbe impiegata per illuminare le aree del Parco Archeologico Ambientale di Orvieto.
Ad oggi, sbarramenti, macchinari e strutture murali dell’opera sono ancora visibili in un’area ricca di fitta vegetazione raggiungibile tramite un piacevole percorso escursionistico curato dai soci del Club Alpino Italiano della Sezione di Orvieto.
Nel 2020 il comune di Orvieto ha aderito alla decima edizione del Censimento Nazionale "I Luoghi del Cuore" promosso dal Fondo Ambiente Italiano (FAI).